# Lübeck-Blankensee flygplats
Lübeck-Blankensee flygplats (tyska: Flughafen Lübeck-Blankensee), även kallad Hamburg-Lübeck flygplats, är en flygplats i Tyskland belägen 8 kilometer söder om staden Lübeck och 54 kilometer nordost om Hamburg. 
Flygplatsen ägs av staden Lübeck och företaget PuRen. Flygplatsen har 7 incheckningsdiskar, säkerhetskontroll och Internet, taxfree-shopping, bistro samt en flygplats-lounge med Wi-Fi.

## Historia
Flygplan lyfte här redan 1917 i form av en militär flygbas. Efter 1990 började reguljära passagerarflygningar ske. Ryanair började flyga 2000 och blev den ledande operatören, och det var upp till 700.000 passagerare på flygplatsen. Men Ryanair lade ner trafiken 2014 och den andra operatören Wizzair lägger ned sin trafik april 2016. Båda flygbolagen flyttade trafiken till Hamburgs flygplats.

## Marktransport

### Tåg
Regionaltåg går minst en gång i timmen mellan Lübecks järnvägsstation och flygplatsen. Dessa tåg går också till Kiel och Lüneburg. Anslutande tåg finns på Lübecks järnvägsstation till bland annat Hamburg, Köpenhamn, Szczecin och Bad Kleinen.

### Buss
Stadsbuss nr. 6 går var 20:e minut mellan flygplatsen och centrala Lübeck. Det går även bussar från flygplatsen till Hamburg.